# Etilhexano
El etilhexano es un alcano de cadena ramificada con fórmula molecular C8H18.
Es un isomero alcano de la fórmula molecular C8H18.